# کفتر چاهی (آلبوم)
 کفتر چاهی نام یک آلبوم موسیقی اثر  محسن چاوشی، هنرمند ایرانی است که در سبک پاپ تهیه شده و دارای ۸ آهنگ است.

## فهرست آهنگ‌ها
| ردیف | آهنگ        |
| ۱    | نفرین       |
| ۲    | کفتر چاهی   |
| ۳    | فاصله       |
| ۴    | چه کسی      |
| ۵    | دوراهی      |
| ۶    | چشات        |
| ۷    | مسافر غریبه |
| ۸    | جدایی       |